# Alenia G.222
Aeritalia G.222 (dříve Fiat Aviazione, dnes Alenia) je dvoumotorový střední transportní letoun se schopnostmi STOL. Původně byl vyvinut pro požadavky NATO, ale nakonec ho do služby (jediná z NATO) zařadila pouze Itálie. USA zakoupily pár kusů letounů G.222 a označily je C-27A Spartan. Zatímco C-27J Spartan je modernější letoun s motory a přístroji shodnými s letounem C-130J Super Hercules.

## Vznik a vývoj

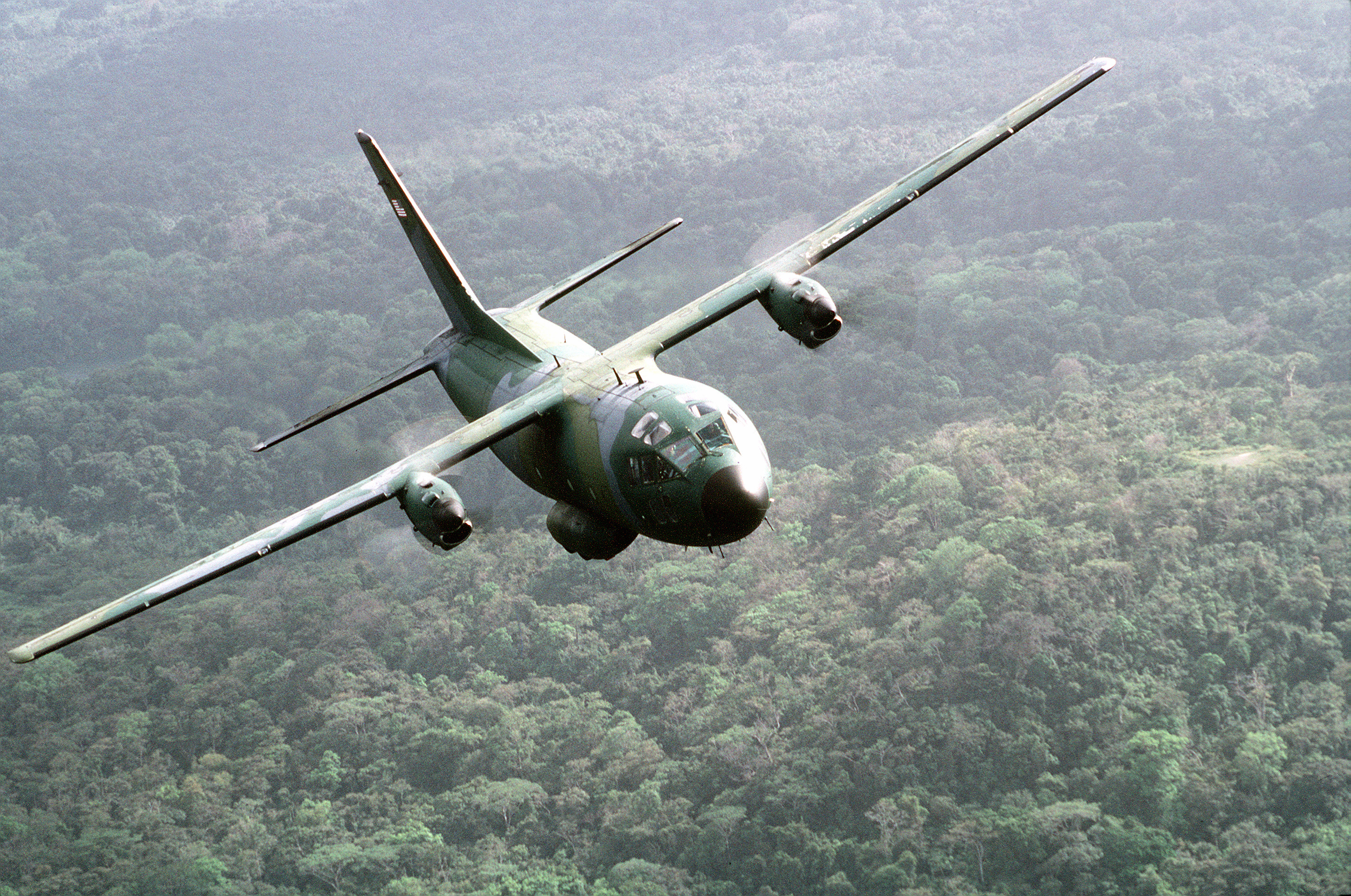
C-27A Spartan USAF nad Panamou

Projekt vznikl na jaře 1963 na základě požadavku NATO na taktické transportní letadlo s vlastnostmi STOL (zkrácený vzlet a přistání). Projektem se zabývala italská firma Fiat, která navrhla řadu neobvyklých konstrukčních řešení. Nejkonvenčnejší z těchto návrhů zaujal italské ozbrojené síly a ty v roce 1968 objednaly dva prototypy G.222 bez přetlakové kabiny a nákladního prostoru. První z těchto prototypů poprvé vzlétl 18. července 1970, druhý následoval o rok později. Verze s přetlakovým trupem mají vynikající vzletové vlastnosti s krátkou vzletovou dráhou a jsou schopny operovat z travnatých a nezpevněných ploch. Letadlo má v zadní části trupu umístěna nákladová vrata a integrovanou nakládací rampu. Výška stroje je na zemi nastavitelná pro lepší manipulační vlastnosti při nakládání nebo vykládání.
Italskému letectvu dodala společnost Aeritalia, vzniklá sloučením společností FIAT, Aerfer a Salmoiraghi Aerospace, jeden stroj G.222VS pro vedení radioelektronického boje. Versione Speciale má anténní systémy v oválném krytu nad SOP a pod přídí. Uvnitř trupu je počítačové zařízení pro zjišťování, zaznamenávání a vyhodnocování zjištěných údajů. Osádku tvoří navíc až 10 operátorů.
Verze G.222RM byla určena ke kalibraci pozemních letištních systémů z letové hladiny 3000, nebo 7000 m.
Protipožární verze byla označena G.222SAMA (Sistema Aeroportato Modulare Antincendio). Modulární paletizovaný protipožární systém lze namontovat bez úprav na kterýkoliv letoun tohoto typu. Vyvinula jej americká firma Food Machinery Corporation ze San José v Kalifornii. Alternativně lze místo hasicí směsi rozstřikovat chemikálie při ošetřování plodin.
Letoun verze Aeritalia G.222T objednalo libyjské letectvo, kterému USA odmítly prodat pohonné jednotky General Electric, byť vyrobené v licenci společnosti FIAT. Do draku letounu proto byla instalována dvojice motorů Rolls-Royce Tyne RTy.20 Mk.801 o výkonu po 3624 kW. Vzlet prvního exempláře proběhl 13. května 1980 a Libye následně odebrala dvacet kusů.
V konečném důsledku byla do jeho výroby zapojena většina italských leteckých firem, přičemž od roku 1990 jeho výroba spadá pod konsorcium firem Alenia Aeronautica.

## Nasazení
První sériový stroj poprvé vzlétl koncem roku 1975 a dodávky tohoto letadla začaly v roce 1976, přičemž první objednané letadlo bylo dodáno do Dubaje, čtyři stroje odebrala Argentina a dva Somálsko. Velikost objednávky italským letectvem zahrnovala 46 ks v různých verzích, a dalších 5 si objednalo italské ministerstvo civilní obrany.
G.222 používá také Thajsko, kde byly zařazeny k 603. peruti 6. křídla RTAF a Fuerza Aerea Venezuela.

## Specifikace (G.222)

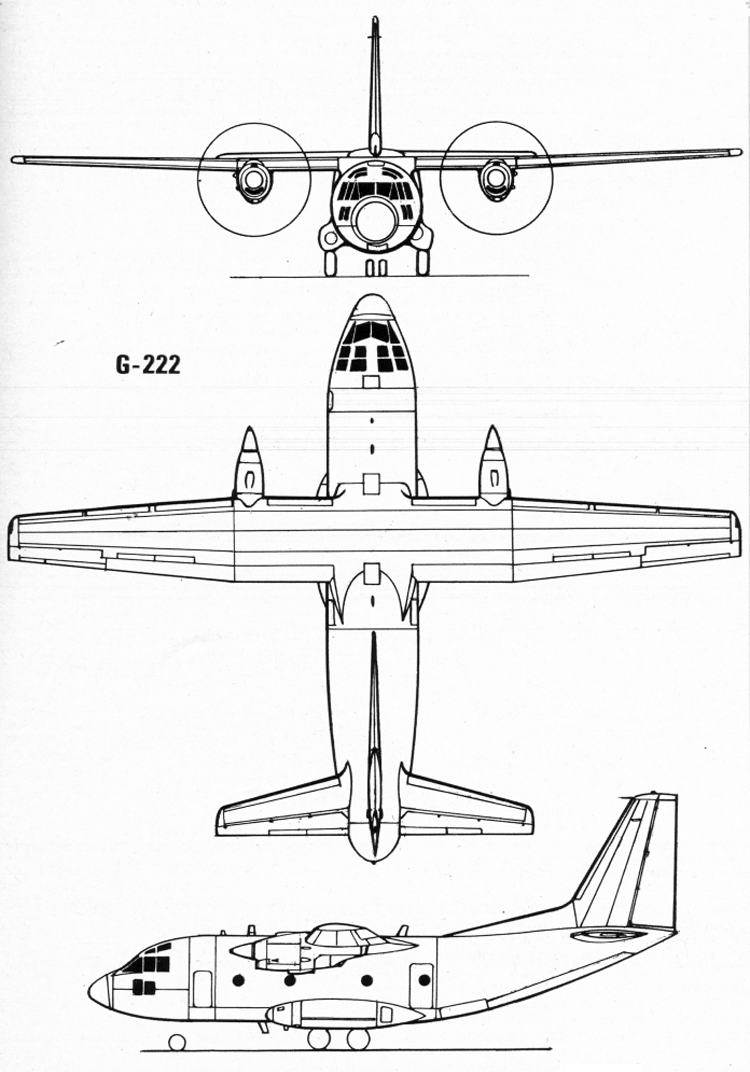
Třípohledový nákres

### Technické údaje
- Osádka: 3 (2 piloty a obsluha nákladu)
- Kapacita: 5 500 kg nákladu nebo 34 osob
- Rozpětí: 28,7 m
- Délka: 22,7 m
- Výška: 9,8 m
- Nosná plocha: 82 m²
- Hmotnost prázdného stroje: 11 940 kg
- Maximální vzletová hmotnost: 31 800 kg
- Pohonné jednotky: 2× turbovrtulový motor General Electric T64-GE-P4D, každý o výkonu 2 535 kW

### Výkony
- Maximální rychlost: 540 km/h
- Dolet: 4 685 km
- Dostup: 7 620 m
- Stoupavost: 9 m/s